# Будешты
Буде́шты (также Будешть; рум. Budeşti) — село в Республике Молдова, в составе сектора Чеканы муниципия Кишинёв. Вместе с селом Вэдулень образуют коммуну Будешты.
День села празднуется 19 сентября.

## Достопримечательности
В октябре 2006 года в Будештах был открыт молдавско-немецкий парк футбольных голов, посвящённый чемпионату мира по футболу, состоявшемуся в Германии. Парк в форме футбольного мяча занимает 44 сотки. Первоначально было запланировано посадить на его территории 147 деревьев — по числу голов, забитых на чемпионате мира по футболу в Германии, однако посол Германии Вольфганг Лерке предложил посадить ещё 27 деревьев, которые символизируют День независимости Республики Молдова, отмечаемый 27 августа.
Также в Будештах находится конно-спортивный клуб «Спарта». На его территории каждый год проводится Чемпионат Молдовы по конному спорту — конкур (соревнование по преодолению препятствий на конкурном поле. В 2009 финал Чемпионата проходил 15—16 августа.